# Виктор Оладипо
Кехинде Бабатунде Виктор Оладипо (енгл. Kehinde Babatunde Victor Oladipo; Силвер Спринг, Мериленд, 4. мај 1992) амерички је кошаркаш. Игра на позицији бека, а тренутно је без ангажмана.

## Успеси

### Појединачни
- НБА ол-стар меч (2): 2018, 2019.
- Идеални тим НБА — трећа постава (1): 2017/18.
- Идеални одбрамбени тим НБА — прва постава (1): 2017/18.
- Играч НБА који је највише напредовао (1): 2017/18.
- Идеални тим новајлија НБА — прва постава: 2013/14.